# Oligospermie
Oligospermie betekent een te laag volume van het ejaculaat. Volgens de criteria vastgesteld door de WHO in 1999 is een normaal volume gedefinieerd als 2,0 ml of meer. In 2009 verscheen een WHO publicatie waarin voorgesteld wordt om de ondergrens naar 1,5 ml bij te stellen.
Oligospermie dient niet verward te worden met oligozoöspermie. Bij oligozoöspermie is er het volume van het ejaculaat weliswaar voldoende, echter het bevat te weinig zaadcellen.
Een laag volume van het ejaculaat zegt nog niet meteen dat een man verminderd vruchtbaar is, laat staan onvruchtbaar. In de richtlijn van het NVOG stelt men:
"Bij alle nauwkeurigheid die bovenstaande grenswaarden suggereren dient men zich te realiseren dat de overgang van normaal fertiel naar infertiel een graduele is (het subfertiele gebied). Met uitzondering van de uitslagen azoöspermie, globozoöspermie en persisterende volledige asthenozoöspermie (immotiele cilia-syndroom) zijn de positief en de negatief voorspellende waarde van de semenanalyse gering."
Echter, de richtlijn stelt wel:
"Is het totale aantal motiele zaadcellen (volume x concentratie x percentage beweeglijkheid) bij herhaling minder dan één miljoen, dan is de prognose erg somber, en begeeft de kans op een spontane zwangerschap zich richting nul."